# Síndrome del conducto mülleriano persistente

Gen autosómico recesivo. Modo de herencia entre dos portadores de un gen autosómico recesivo y monogénico.

El síndrome del conducto de Müller persistente es una de las anomalías que pueden dar durante el desarrollo de los embriones tanto humanos como de otros mamíferos. El sistema de Müller es el precursor de los órganos femeninos y el sistema de Wolff el de los órganos masculinos. Para que un embrión se desarrolle como macho necesita que dos hormonas (testosterona y dihodrosterona) actúen sobre células "diana" del aparato de Wolff, propiciando el desarrollo de los órganos sexuales internos del macho, mientras que otra hormona ( la inhibidora del sistema de Müller) inhibe el desarrollo de los órganos sexuales femeninos. Como su propio nombre indica, este síndrome provoca que se desarrollen los órganos masculinos, pero no inhibe el desarrollo de los femeninos, lo que dará lugar a individuos con dos conjuntos de órganos internos, masculinos y femeninos. Aunque los individuos afectados por este trastorno son tanto cromosómicamente como de apariencia varones,  la existencia de órganos internos femeninos por lo general interfiere en el funcionamiento normal de órganos masculinos.

#### Genética de la enfermedad
Se piensa que el síndrome está causado por mutaciones en los genes AMH o AMH2. Estos genes sintetizan para la hormona anti-Mülleriana (AMH) y para el receptor AMH tipo 2, respectivamente. 
Aproximadamente el 45% de los casos se basan en mutaciones en el gen AMH y el 40% de los casos están causados por mutaciones en AMH2. En el 15% restante de los casos ninguno de los dos genes se ve afectado y la causa de la condición es desconocida.
Esta enfermedad se hereda con un patrón autosómico recesivo, aunque el síndrome afecte sólo a los hombres; mujeres con las dos copias del gen mutadas no muestran signos ni síntomas de la condición.
Los diagnósticos moleculares genéticos que podrían utilizarse para diagnosticar la enfermedad se basan en el análisis de secuenciación de la región codificante y en análisis de duplicación/deleción del genoma.